# 1784

## Esdeveniments
Països Catalans
Resta del món
- 11 de març - Mangalore (Karnataka, Índia): se signà el Tractat de Mangalore que va significar el final de la Segona guerra de Mysore.
- 14 d'agost - Amèrica russa (Alaska): massacre d'Awa'uq feta pels homes de la Companyia Russo-Americana contra indis alutiiq.

## Naixements
Països Catalans
- 1 de maig, Olesa de Montserrat: Rosa Venes i Clusas, heroica defensora de Tarragona durant la Guerra del Francès (m. 1845).[1]

Resta del món
- 2 de febrer, Madrid: Isabella Colbran, compositora d'òpera i mezzosoprano espanyola. Casada amb Rossini (m. 1845).[2]
- 16 d'abril: Tolosa de Llenguadoc: Émilie Bigottini, ballarina franco-italiana (m. 1858).[3]
- 20 d'octubre: Broadlands, Hampshire, Anglaterra: Henry John Temple, polític anglès. (m. 1865).

- 24 de novembre: Zachary Taylor, president dels Estats Units (m. 1850)
- Bożków, Prússia: Franz Xaver Gebauer, compositor, professor, mestre de capella i director de cors.
- Jumella, regió de Múrcia: Agustín Jiménez y Arenas, organista i compositor espanyol.

## Necrològiques
Països Catalans
- 28 d'agost - Carmel, Califòrnia: Juníper Serra, frare franciscà mallorquí, que fundà la missió de l'Alta Califòrnia (n. 1713).

Resta del món
- 30 d'abril - Heks (Principat de Lieja): Francesc Carles de Velbrück, príncep-bisbe del principat de Lieja.